# 1898: Los últimos de Filipinas
1898: Los últimos de Filipinas is een Spaanse film uit 2016, geregisseerd door Salvador Calvo.

## Verhaal
De film vertelt het verhaal van de opstand tegen het Spaanse garnizoen in het kustplaatsje Baler. 54 Spaanse soldaten verschansen zichzelf in de kerk San Luis Obispo de Tolosa, om zich te verdedigen tegen de Filipijnse opstandelingen. 

## Rolverdeling
| Acteur              | Personage                      |
| ------------------- | ------------------------------ |
| Luis Tosar          | Martín Cerezo                  |
| Javier Gutiérrez    | Jimeno Costa                   |
| Álvaro Cervantes    | Carlos                         |
| Karra Elejalde      | Carmelo                        |
| Carlos Hipólito     | Dokter Vigil                   |
| Ricardo Gómez       | José                           |
| Patrick Criado      | Juan                           |
| Eduard Fernández    | Enrique de las Morenas y Fossí |
| Miguel Herrán       | Carvajal                       |
| Emilio Palacios     | Moisés                         |
| Alexandra Masangkay | Teresa                         |
| Pedro Casablanc     | Cristóbal Aguilar y Castañeda  |
| Raymond Bagatsing   | Teodoro Novicio Luna           |

## Ontvangst

### Prijzen en nominaties
De film werd genomineerd voor negen Premios Goya, waarvan de film er één won.
| Jaar | Prijs                           | Categorie                  | Genomineerde                                        | Resultaat   |
| ---- | ------------------------------- | -------------------------- | --------------------------------------------------- | ----------- |
| 2017 | Premios Goya (31ste uitreiking) | Beste debuterend acteur    | Ricardo Gómez                                       | Genomineerd |
| 2017 | Premios Goya (31ste uitreiking) | Beste debuterend regisseur | Salvador Calvo                                      | Genomineerd |
| 2017 | Premios Goya (31ste uitreiking) | Beste camerawerk           | Álex Catalán                                        | Genomineerd |
| 2017 | Premios Goya (31ste uitreiking) | Beste enscenering          | Carlos Bodelón                                      | Genomineerd |
| 2017 | Premios Goya (31ste uitreiking) | Beste productieontwerp     | Carlos Bernases                                     | Genomineerd |
| 2017 | Premios Goya (31ste uitreiking) | Beste geluid               | Eduardo Esquilde, Juan Ferro, Nicolás de Poulpiquet | Genomineerd |
| 2017 | Premios Goya (31ste uitreiking) | Beste speciale effecten    | Pau Costa, Carlos Lozano                            | Genomineerd |
| 2017 | Premios Goya (31ste uitreiking) | Beste kostuums             | Paola Torres                                        | Gewonnen    |
| 2017 | Premios Goya (31ste uitreiking) | Beste grime en haarstijl   | Milu Cabrer, Alicia López, Pedro Rodríguez          | Genomineerd |